# Jindřich III. z Lichtenburka
Jindřich III. z Lichtenburka († po 1328) byl moravský šlechtic z rodu Ronovců.

## Život
Jindřichovým otcem byl český šlechtic Rajmund z Lichtenburka. 
První zmínka o něm pochází z roku 1316, kdy byl použit jako rukojmí při propuštění Jindřicha z Lipé z královského vězení. 
Druhá a také poslední zmínka o něm je z roku 1328. Po tomto datu pravděpodobně zemřel.